# Enzen (Volk)
Die Enzen (Russisch: Enzy/Энцы, Einzahl: Enez/Энец, historische Bezeichnung: Jenissei-Samojeden; nicht zu verwechseln mit den Jenissei-Ostjaken = Keten) sind ein Volk mit etwa 230 Angehörigen, das auf dem Südwestrand der Taimyr-Halbinsel und damit im Westen des nördlichen Teils des Nordsibirisches Tieflandes siedelt.
Der sogenannte „klassische Schamanismus“ war die ethnische Religion der Enzen. Der Ethnologe Klaus E. Müller spricht hier von „Komplexschamanismus“ und meint damit jene Formen, die durch Berührungen mit anderen Religionen und benachbarten Agrargesellschaften eine komplexe Ritualkultur entwickelt haben. Die Enzen kennen drei Schamanenkategorien. Früher musste der Schamane eine sehr komplexe Initiation mit Himmelsreise, Kontakt zum Hauptgott Ülgen sowie Mutproben überstehen.
Die Christianisierung hat bei vielen abgelegenen Völkern Sibiriens nur oberflächlich stattgefunden, so dass synkretistische Mischreligionen heute häufig sind.
Die meisten Enzen leben in der Siedlung Potapowo, nahe der Mündung des Jenissei. Die enzische Sprache gehört zur Familie der samojedischen Sprachen. Die Enzen gehören politisch zur Gruppe der indigenen Völker des russischen Nordens, Sibiriens und des russischen Fernen Ostens.